# Jock Aird
Jock Aird (18. prosince 1926, Glencraig – 29. června 2021, Austrálie) byl skotský fotbalista, obránce.

## Fotbalová kariéra
V anglické lize hrál za Burnley FC, nastoupil ve 132 ligových utkáních. V roce 1955 emigroval na Nový Zéland, kde hrál za Gisborne City AFC. V roce 1959 se přestěhoval do Austrálie a hrál za Hakoah Sydney City East FC. Za reprezentaci Skotska nastoupil v roce 1954 ve 4 utkáních. Byl členem skotské fotbalové reprezentace na Mistrovství světa ve fotbale 1954, nastoupil ve 2 utkáních. Za novozélandskou reprezentaci nastoupil v roce 1958 ve dvou utkáních proti Austrálii, dal 1 gól.

## Ligová bilance
| Ročník                   | Zápasy | Góly | Klub       |
| ------------------------ | ------ | ---- | ---------- |
| 1. anglická liga 1948/49 | 0      | 0    | Burnley FC |
| 1. anglická liga 1949/50 | 5      | 0    | Burnley FC |
| 1. anglická liga 1950/51 | 2      | 0    | Burnley FC |
| 1. anglická liga 1951/52 | 30     | 0    | Burnley FC |
| 1. anglická liga 1952/53 | 38     | 0    | Burnley FC |
| 1. anglická liga 1953/54 | 40     | 0    | Burnley FC |
| 1. anglická liga 1954/55 | 17     | 0    | Burnley FC |
| CELKEM 1. anglická liga  | 132    | 0    |            |